# Rue des Chardons (Schaerbeek)
Pour les articles homonymes, voir Rue des Chardons.
La rue des Chardons (en néerlandais : Distelstraat) est une rue bruxelloise de la commune de Schaerbeek qui va de l'avenue Rogier à l'avenue Ernest Cambier en passant par la rue Paul Devigne.
La rue porte le nom d'une de plante épineuse appartenant à la famille des Astéracées (Composées), notamment les genres Carduus (les chardons proprement dits) et Cirsium (les cirses). 
La rue s'appelait précédemment chemin de Louvain[réf. nécessaire].

## Urbanisation
La rue des Chardons est ouverte en 1908 et bâtie à partir de 1913. L'architecte Nestor Van De Velde signe six maisons, du numéro 7 au numéro 17,.
Deux bâtiments Art déco, de style paquebot, sont construits au numéro 19 par l'architecte A. Van Doven en 1935 et au numéro 39 par l'architecte Jos Kool en 1937.
Aux numéros 44 et 46 un immeuble à appartements est construit en 1966, avec les architectes R. Tielemans P. Winand.

## Adresses notables
- nos 1-5 : Immeubles du Foyer Schaerbeekois
- no 19 : Concept Chocolate
- no 44 : Patrick Delperdange, écrivain belge

## Transport public
- arrêt Patrie du tram STIB 25
- arrêt Patrie des bus STIB 64 et 65
- arrêt Patrie du bus Noctis N04

## ChocolaterieConcept Chocolate
Localisation : 50° 51′ 24″ N, 4° 23′ 35″ E
Concept Chocolate est une chocolaterie artisanale située au no 19 de la rue des Chardons à Schaerbeek. Outre la fabrication de pralines, la chocolaterie produit également du chocolat personnalisé destiné essentiellement à la communication d'entreprise. Il s'agit de caraques en chocolat au logo ou au texte au choix du client.